# Чире-Фрате (Тренто)
Чире-Фрате је насеље у Италији у округу Тренто, региону Трентино-Јужни Тирол.
Према процени из 2011. у насељу је живело 214 становника. Насеље се налази на надморској висини од 429 м.